# Jin-Quan Yu
Jin-Quan Yu (* 10. Januar 1966 in China) ist ein chinesisch-amerikanischer Chemiker (synthetische Organische Chemie).

## Leben
Jin-Quan Yu studierte an der East China Normal University mit dem Bachelor-Abschluss 1987 und am Gugangzhou Institute of Chemistry mit dem Master-Abschluss 1990. Er wurde 1999 an der Universität Cambridge bei Jonathan Spencer promoviert, wo er ab 1998 Research Fellow war und 2003 (als Royal Society Research Fellow) Mitglied der Fakultät wurde. 2001/02 war er Post-Doktorand an der Harvard University bei Elias J. Corey und 2004 bis 2007 war er Assistant Professor an der Brandeis University. Danach wurde er Associate Professor und 2010 Professor (ab 2012 Frank and Bertha Hupp Professor) am Scripps Research Institute in La Jolla.

## Werk
Er befasst sich mit Synthesemethoden und Entwicklung von metallbasierten Katalysatoren – insbesondere auf Palladium- oder Kupfer-Basis – für die C-H-Aktivierung (Aufbrechen der C-H-Bindung in Kohlenwasserstoffen für die Anlagerung neuer funktionaler Gruppen). Dabei werden die Katalysatoren durch funktionale Gruppen und Liganden an Zwischenstufen der Synthese geleitet (Dirigierende Gruppen), die beim Endprodukt wieder entfernt werden. Seine Gruppe konnte den Abstand dieser funktionalen Gruppen zur aktivierten C-H-Bindung  erheblich erweitern und sie entwickelten modifizierte Aminosäuren als transiente dirigierende Gruppen für eine Reihe von Ketonen und Aldehyden, die sich automatisch an die Zielmoleküle anlagern und wieder lösen und die wieder verwendet werden können. Dabei kann die Synthese auch enantioselektiv gestaltet werden, was für biologisch aktive Moleküle von zentraler Bedeutung ist. Ziel ist die effizientere und billigere Synthese von bioaktiven Stoffen, zum Beispiel für die Pharmazie.
In jüngster Zeit gelang ihm die Aktivierung von Methylengruppen mit Palladium-Katalysatoren mit Liganden basierend auf (chiralen) Aminosäuren und Chinolinen, wobei ebenfalls eine enantioselektive Synthese erzielt werden konnte. Das wurde als großer Durchbruch gewertet.
2008 war Yu Sloan Fellow, 2012 war er ACS Cope Scholar und er erhielt im selben Jahr den Mukaiyama Award der japanischen Society of Organic Synthesis, den Bristol-Myers Squibb Award und 2011 den Novartis Early Career Award in Organischer Chemie. 2012 wurde er Fellow der Royal Society of Chemistry und der American Association for the Advancement of Science. 2013 erhielt er den Sackler-Preis und 2014 den Elias J. Corey Award der ACS. 2016 wurde er MacArthur Fellow. 2019 wurde Yu in die American Academy of Arts and Sciences gewählt. Für 2024 wurde Yu der Chemical Pioneer Award zugesprochen.

## Schriften
- mit Xiao Chen, Keary M Engle, Dong-Hui Wang: Palladium (II)-Catalyzed C-H Activation/C-C Cross-Coupling Reactions: Versatility and Practicality, Angewandte Chemie Internat. Edition, Band 48, 2009, S. 5094–5115 (deutsche Version: Palladium (II)-katalysierte C-H-Aktivierung/C-C-Kreuzkupplung: Vielseitigkeit und Anwendbarkeit, Angewandte Chemie, Band 121, 2009, S. 5196)
- mit Keary M Engle, Tian-Sheng Mei, Masayuki Wasa: Weak coordination as a powerful means for developing broadly useful C–H functionalization reactions, Accounts of Chemical Research, Band 45, 2011, S. 788–802
- mit D. H. Wang, K. M. Engle, B. F. Shi: Ligand-enabled reactivity and selectivity in a synthetically versatile aryl C–H olefination, Science, Band 327, 2010, S. 315–319
- mit Dasheng Leow, Gang Li, Tian-Sheng Mei: Activation of remote meta-CH bonds assisted by an end-on template, Nature, Band 486, 2012, S. 518–522
- mit R Giri, BF Shi, KM Engle, N Maugel, JQ Yu: Transition metal-catalyzed C–H activation reactions: diastereoselectivity and enantioselectivity, Chemical Society Reviews, Band 38, 2009, S. 3242–3272
- mit Ling Chu, Kai-Jiong Xiao: Room-temperature enantioselective C–H iodination via kinetic resolution, Science, Band 346, 2014, S. 451–455
- mit Gang Chen, Wei Gong, Zhe Zhuang, Michal S. Andra, Yan-Qiao Chen, Xin Hong, Yun-Fang Yang, Tao Liu, K. N. Houk: Ligand-Accelerated Enantioselective Methylene C(sp3)-H Bond Activation, Science, Band 353, 2016, S. 1023
- mit Fang-Lin Zhang, Kai Hong, Tuan-Jie Li, Hojoon Park: Functionalization of C(sp3)-H bonds using a transient directing group, Science, Band 351,  2016, S. 252